# Neotephritis cancellata
Neotephritis cancellata är en tvåvingeart som först beskrevs av Wulp 1900.  Neotephritis cancellata ingår i släktet Neotephritis och familjen borrflugor. Inga underarter finns listade i Catalogue of Life.